# Шепи (Сома)
Шепи (фр. Chépy) насеље је и општина у североисточној Француској у региону Пикардија, у департману Сома која припада префектури Абевил.
По подацима из 2011. године у општини је живело 1300 становника, а густина насељености је износила 176,87 становника/km². Општина се простире на површини од 7,35 km². Налази се на средњој надморској висини од 96 метара (максималној 111 m, а минималној 57 m).

## Демографија
| 1962. | 1968. | 1975. | 1982. | 1990. | 1999. | 2011. |
| ----- | ----- | ----- | ----- | ----- | ----- | ----- |
| 842   | 860   | 1.083 | 1.227 | 1.246 | 1.277 | 1.300 |

График промене броја становника у току последњих година